# Lycée Alexandre Dumas
O Lycée Alexandre Dumas (antigo Lycée Florent-Schmitt), é uma escola secundária francesa localizada em Saint-Cloud, no departamento de Altos do Sena, na região de Ilha de França. É uma escola pública que oferece italiano, chinês, inglês da secção europeia, espanhol, alemão e português, e aulas preparatórias de economia em geral, oferecendo todas as opções.
Alcança resultados muito satisfatórios no baccalauréat em ciência, literatura e economia.
Em 2019, adopta a nova reforma com nove especializações.

## Alunos famosos
- Marine Le Pen, uma advogada e política francesa[3]

## Ligação externa
- Página oficial